# Х
Х, х は、キリル文字のひとつ。ギリシャ文字のΧ（カイ）に由来する文字であり、ラテン文字のXに相当する。字形もラテン文字のXと同じである。ラテン文字への転写では"kh"または"ch"が用いられることが多い。

## 呼称
- ロシア語: ха（ハー）
- ウクライナ語：ハー
- ブルガリア語：フ
- キルギス語：ハー

## 音素
原則として無声軟口蓋摩擦音 /x/ を表す。この音はドイツ語などにもみられるが（Nacht）、のどの奥で呼気をこすらせて出す音である。手に息をハーっと吹きかけるときの音がこれに近い。

## アルファベット上の位置
ロシア語の第 23 字母、ベラルーシ語の第 24 字母、ウクライナ語・セルビア語の第 26 字母、ブルガリア語の第 22 字母、マケドニア語の第 27 字母である。

## Хに関わる諸事項
- 日本語のキリル文字表記では、ハ行の表記にこれが使われる（例：秋葉原→Акихабара）。

## 符号位置
| 大文字 | Unicode | JIS X 0213 | 文字参照        | 小文字 | Unicode | JIS X 0213 | 文字参照        | 備考 |
| ------ | ------- | ---------- | --------------- | ------ | ------- | ---------- | --------------- | ---- |
| Х      | U+0425  | 1-7-23     | &#x425; &#1061; | х      | U+0445  | 1-7-71     | &#x445; &#1093; |      |